# Rejon ardatowski (obwód niżnonowogrodzki)
Rejon ardatowski (ros. Ардатовский район) – jednostka administracyjna wchodząca w skład Obwodu niżnonowogrodzkiego w Rosji.
W granicach rejonu usytuowane są m.in. wsie: Ardatow (centrum administracyjne rejonu), Muchtołowo, Kużendiejewo, Liczadiejewo, Sakony, Stieksowo, Chripunowo.